# Pietro Serrentino
Pietro Serrentino (Como, 27 dicembre 1923 – Roma, 19 dicembre 1993) è stato un politico italiano.